# Jelenowskoje
Jelenowskoje (ros. Еленовское) – wieś w Rosji, w Adygei, w rejonie krasnogwardiejskim. W 2010 liczyła 2605 mieszkańców.